# كوركي نيلسون
كوركي نيلسون (بالإنجليزية: Corky Nelson)‏ هو لاعب كرة قدم أمريكية أمريكي، ولد في 25 فبراير 1939 في سان أنطونيو في الولايات المتحدة، وتوفي في 17 نوفمبر 2014.